# Dead-cakes
Un Dead-cake es un tipo de comida que tradicionalmente se come durante la vigilia en un funeral, en honor a la persona fallecida. 
La Encyclopædia Britannica de 1911 establece:

...en la península balcánica se hace una pequeña imagen de pan de la persona fallecida para que la coman los supervivientes de la familia. Los dead-cakes holandeses o doed-koecks, marcados con las iniciales de la persona difunta, se introducen en Estados Unidos durante el siglo XVII, donde durante mucho tiempo se repartían entre los asistentes al funeral en el antiguo New York. Los "burial cakes" ("pasteles de entierro"), que aún se hacen hoy en día en lugares de la Inglaterra rural como Lincolnshire y Cumberland, son un vestigio de los comepecados.

- Datos: Q5245063